# ゼファニア・トゥイノナ
ゼファニア・トゥイノナ（Zephania Tuinona、2001年5月11日 - ）は、ジャパンラグビーリーグワン浦安D-Rocksに所属するラグビーユニオン選手。

## 略歴
オーストラリア高校代表に選ばれたことがある。
ブランビーズのアカデミーを経て、2021年、日野レッドドルフィンズに加入。
2022年1月23日に行われたJAPAN RUGBY LEAGUE ONE第2節日本製鉄釜石シーウェイブス戦にて先発出場で日本での公式戦初出場を果たした。
2024年7月、ジャパンラグビーリーグワンの浦安D-Rockに入団。
2025年2月15日、第8節リコーブラックラムズ東京戦で負傷。3月3日、治療のためチームから離脱することを発表した。